# Alex Gordon
Alex Gordon is een Brits syndicalist voor de spoorvakbond National Union of Rail, Maritime and Transport Workers (RMT).
In 1989 trad hij in dienst van British Rail. Hij was er treinbestuurder en was ook actief bij de vakbond RMT. Van 2010 tot 2012 en opnieuw van 2022 tot 2025 was hij voorzitter van de RMT. Met algemeen secretaris Mick Lynch was Gordon een van de leiders van de Britse stakingsgolf 2022-2024. 
Gordon is lid van de Communist Party of Britain.